# 星宿四
長蛇座ι，又名BD-00 2231，HD 83618、SAO 137035、HR 3845，是長蛇座的一颗恒星，视星等为3.91，位于銀經236.49，銀緯35.98，其B1900.0坐标为赤經9h 34m 44.9s，赤緯-0° 35.98′ 20″。